# Dinoptera collaris
Espèce
Dinoptera collaris parfois appelé Acméops à thorax rouge est une espèce d'insectes coléoptères de la famille des Cerambycidae.
Son pronotum a une forme arrondie, une couleur rouge ou orangée et ses élytres sont ponctuées de couleur noire à reflets verdâtres ou bleuâtres

## Habitat
Il est présent partout en France continentale mais toutefois plus abondant dans la moitié sud et en montagne.
Cette espèce vit dans les forêts feuillues, les bosquets ainsi que les bocages. L'imago est floricole et est donc simple à observer.
Synonymie
Selon Catalogue of Life (26 août 2014) :
- Leptura collaris Linné, 1758